# Übersehn

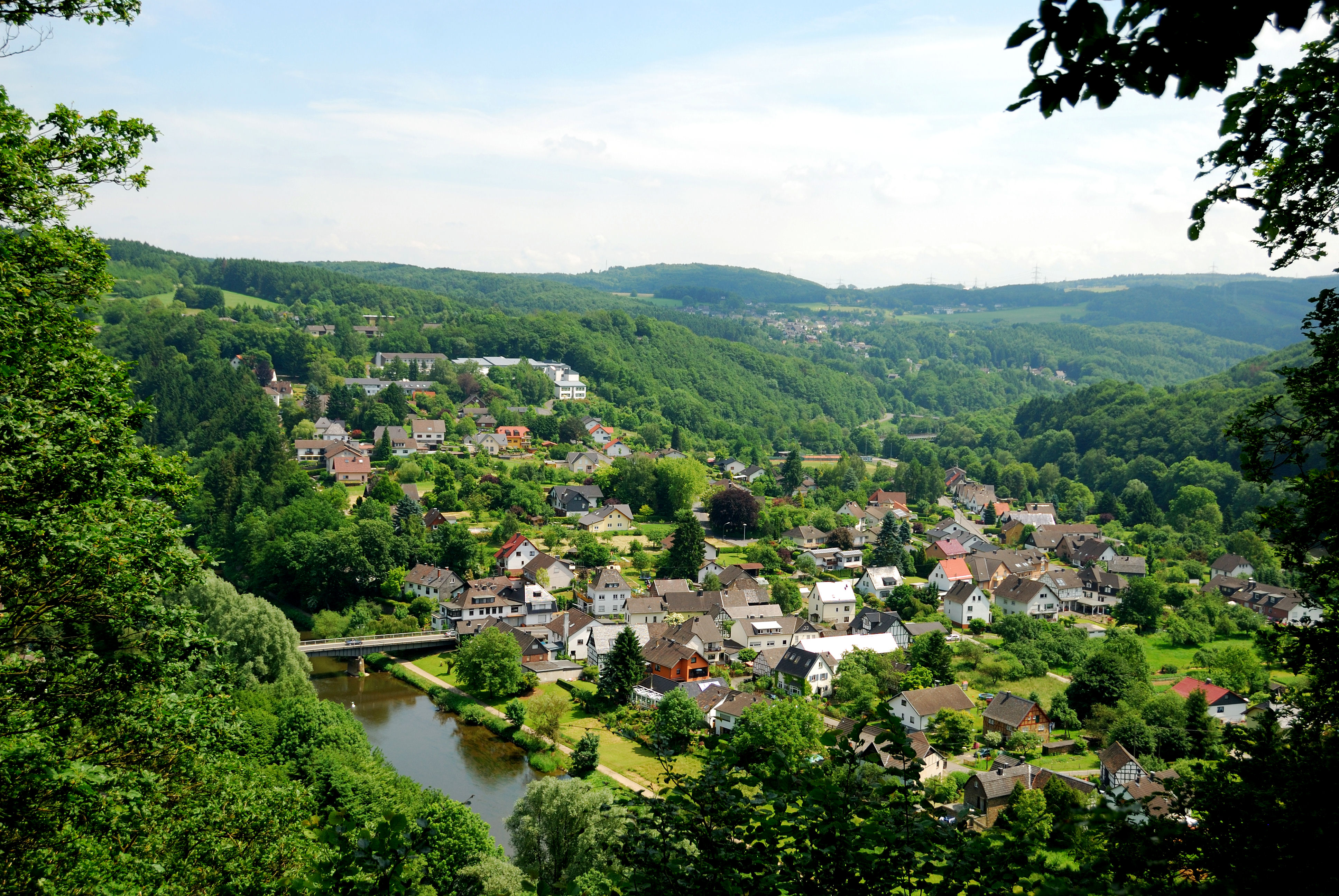
Übersehn, im Hintergrund der Ort Werfen

Übersehn ist ein ehemaliger Ort in der Gemeinde Windeck. Der Ort gehört heute zum Kirchdorf Herchen.

## Lage
Übersehn liegt in einer Höhe von 105 m ü. NHN in einer Schleife der Sieg. Nachbarorte sind neben Herchen im Nordosten Werfen im Südosten und Herchen-Bahnhof im Süden. 

## Geschichte
1843 wohnten hier 88 Personen in 17 Häusern, 55 Katholiken und 33 Protestanten.
1910 gab es in Übersehn 26 Haushalte: Die Maurer Johann und Wilhelm Becker, Bauunternehmer Dominikus Effing, Metzger Robert Heßel, Reisender Heinrich Höhler, Maurer Peter Jost, Metzger Diedrich Koch, der gewerblose Karl Koch, Steinbrucharbeiter Franz Kolb, Schreiner Karl Kolf, Bahnwärter a. D. Peter Kolf und Briefträger Peter Kolf, Ackerer August Land, Briefträger Gottfried Land, die Ackerer Heinrich, Johann und Karl Land, Ackerer Friedrich G. Piller, Ackerer Gustav Rödder, Tagelöhner Karl Schmidt, Weichensteller a. D. P.Schmidt, Hilfsbahnwärter Peter Schneider, Ackerin Witwe H.Peter, Ackerer Gottfried Schüler und die Ackerer G. und Josef von Weschpfennig.